# Ulmus lamellosa
Ulmus lamellosa — вид квіткових рослин з родини в'язових (Ulmaceae). Поширення: Північно-Центральний і Південно-Східний Китай.

## Біоморфологічна характеристика
Це дерево заввишки 8–12 метрів, в діаметрі 15–20 см, листопадне. Кора від сірої до сірувато-білої, відшаровується нерівномірними лусочками. Гілочки від коричневих до сірувато-коричневих, голі, безкрилі, іноді з корковим шаром. Прилистки від лінійних до ланцетних, запушені, опадають. Ніжка листка 3–8 мм. Листкова пластинка оберненояйцеподібна, 5–10 × 2.5–5.5 см, знизу ± шорстка та густо запушена в молодому віці, зверху шорстка й густо волосиста, основа ± коса, край просто або подвійно пилчастий з тупими зубцями, верхівка хвостата до гостролистої. Оцвітина дзвонова, 6-лопатева, запушена. Крилатки зазвичай розкидані біля основи гілочок, від округлих до ± округлих, 2.5–3.5 × 2–2.7 см, густо запушена; ніжка 3–4 мм, густо запушена або з видовженими залозистими волосками; оцвітина стійка. Насіння в центрі крилатки. Період цвітіння: березень і квітень; період плодіння: квітень і травень.

## Середовище
Населяє гірські яри; зростає на висотах приблизно 1200 метрів.